# Lokalradio i Sverige
Lokalradio är en folklig benämning på Sveriges radios regionala radiostationer samt de kommersiella radiostationer som började sända i Sverige 1993.  SR:s lokala stationer är i praktiken regionala länsradiostationer, men brukar ändå kallas lokalradio. De kommersiella radiostationerna - den privata lokalradion - startades för att erbjuda ett lokalt alternativ, men i dag är nästan samtliga PLR-stationer ägda av två radiobolag, MTG och SBS, som täcker hela Sverige och har ett mycket begränsat lokalt innehåll. De enda lokalt förankrade lokalradiostationer som nu finns kvar är närradio - cirka 170 närradiostationer i ungefär samma antal kommuner. De drivs till övervägande del som icke-kommersiell föreningsradio.

## Sveriges Radios lokala kanaler
I Sveriges Radio P4 sänds under delar av dygnet lokala radioprogram. Alla dessa kanaler sänds även över webben:

- SR Blekinge
- SR Dalarna
- SR Gotland
- SR Gävleborg
- SR Göteborg
- SR Halland
- SR Jämtland
- SR Jönköping
- SR Kalmar
- SR Kristianstad
- SR Kronoberg
- SR Malmö
- SR Norrbotten
- SR Sjuhärad
- SR Skaraborg
- SR Stockholm
- SR Sörmland
- SR Uppland
- SR Värmland
- SR Väst
- SR Västerbotten
- SR Västernorrland
- SR Västmanland
- SR Örebro
- SR Östergötland